# Хомец (Домжале)
Хомец (словен. Homec) је насељено место у општини Домжале, Средишња Словенија, Словенија.

## Историја
До територијалне реорганизације у Словенији био је у саставу старе општине Домжале.

## Становништво
У попису становништва из 2011. године, Хомец је имао 806 становника.
| Број становника према пописима | Број становника према пописима | Број становника према пописима |
| ------------------------------ | ------------------------------ | ------------------------------ |
| 1991                           | 2002                           | 2011                           |
| 1.364                          | 774                            | 806                            |